# Castle Chichester
Castle Chichester är en borgruin i Storbritannien. Den ligger i kustorten Whitehead i grevskapet Antrim i Nordirland, 20 km nordöst om Belfast.